# 唾腺
唾腺（salivary gland）又称唾液腺、涎腺，是脊椎動物位于口腔周围及口腔壁内的消化腺，分泌的唾液经导管排入口腔。唾腺分为两大类：

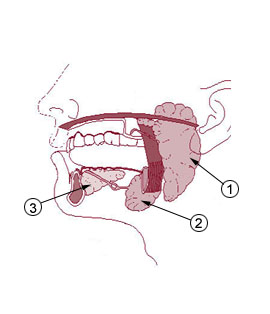
人類三大唾腺：①腮腺、②頜下腺、③舌下腺

大唾腺（major salivary gland）包括腮腺、下颌下腺和舌下腺各一对；以及小唾腺（minor salivary gland）包括唇腺、颊腺，腭腺和舌腺等，位于口腔各部黏膜内。
正常成年人唾腺每日分泌唾液1—1.5升，其分泌活动是一種神經反射，受大脑皮层和植物性神经系统的调节。进食时由于食物刺激口腔黏膜的感觉神经，传到脑的唾液中枢，并随即以反射作用的方式通过植物性神经系统把冲动送到唾液腺，使它分泌唾液。通过大脑皮层的条件反射作用，也能分泌唾液。焦慮時會抑制唾液的分泌，而有口乾舌燥的感覺。
2020年荷兰癌症研究所的研究人员发现：位于鼻子后方之咽鼓管隆凸软骨之上，有唾腺组织，命名为咽鼓管唾液腺，平均长约1.5英寸（3.9厘米）。但是否将其视为人类的第四大唾腺，目前并未受到医学界普遍认同。

## 外部連結
- 改寫解剖學？人類頭部發現新器官 疑為神秘第4組唾液腺（页面存档备份，存于）